# 大庭彩加
大庭 彩加（おおば あやか、1987年5月29日 - ）は、岡山県出身のソフトテニス選手。

## 来歴
岡山就実、NTT西日本広島、城山観光ホテル

## 四大国際大会戦績
- 2008アジア選手権　国別対抗団体戦銀メダル　シングルスベスト8　ミックスダブルスベスト8（篠原秀典・大庭彩加）
- 2010アジア競技大会　国別対抗団体戦金　ダブルス銅メダル（ 佐々木舞・大庭彩加）
- 2011世界選手権　ダブルス金メダル（佐々木舞・大庭彩加）　国別対抗団体戦銀メダル[1]
- 2012アジア選手権　国別対抗団体戦金メダル
- 2014アジア競技大会　国別対抗団体戦銀メダル

## 主な戦績
- 2006皇后賜杯全日本ソフトテニス選手権　ベスト8（佐々木舞・大庭彩加）
- 2007皇后賜杯全日本ソフトテニス選手権　ベスト8（佐々木舞・大庭彩加）
- 2010皇后賜杯全日本ソフトテニス選手権　優勝（佐々木舞・大庭彩加）
- 2011皇后賜杯全日本ソフトテニス選手権　ベスト8（佐々木舞・大庭彩加）
- 2014皇后賜杯全日本ソフトテニス選手権　優勝（佐々木舞・大庭彩加）

- 2007全日本シングルス選手権　ベスト8
- 2008全日本シングルス選手権　ベスト4
- 2009全日本シングルス選手権　ベスト4
- 2010全日本シングルス選手権　ベスト4
- 2013全日本シングルス選手権　優勝
- 2014全日本シングルス選手権　優勝

- 2011全日本インドアソフトテニス選手権　優勝（佐々木舞・大庭彩加）
- 2012全日本インドアソフトテニス選手権　第三位（佐々木舞・大庭彩加）
- 2013全日本インドアソフトテニス選手権　第三位（佐々木舞・大庭彩加）
- 2015全日本インドアソフトテニス選手権　第三位（佐々木舞・大庭彩加）